# Mauritiusbulbyl
Mauritiusbulbyl (Hypsipetes olivaceus) är en hotad fågel i familjen bulbyler som enbart förekommer på ön Mauritius i Indiska oceanen.

## Utseende och läte
Mauritiusbulbylen är en stor (22–23 cm) och mörk bulbyl med svart hätta. Kroppen är gråaktig och näbben skär, liksom benen. Bland lätena hörs olika nasala och rossliga ljud.

## Utbredning och status
Mauritiusbulbylen förekommer enbart i Maccabe-skogen på sydvästra Mauritius (västra Maskarenerna). Världspopulationen uppskattas till endast 560 vuxna individer och är därför känslig för påverkan från införda predatorer. Internationella naturvårdsunionen IUCN anser den därför vara hotad och placerar den i hotkategorin arten som sårbar. Populationsutvecklingen tros dock vara stabil.